# Педру-Авелину
Педру-Авелину (порт. Pedro Avelino) — муниципалитет в Бразилии, входит в штат Риу-Гранди-ду-Норти. Составная часть мезорегиона Центр штата Риу-Гранди-ду-Норти. Находится в составе крупной городской агломерации. Входит в экономико-статистический микрорегион Анжикус. Население составляет 5463 человека на 2006 год. Занимает площадь 952,688 км². Плотность населения — 5,7 чел./км².

## Статистика
- Валовой внутренний продукт на 2003 год составляет 18 881 428,00 реалов (данные: Бразильский институт географии и статистики).
- Валовой внутренний продукт на душу населения на 2003 год составляет 2848,31 реалов (данные: Бразильский институт географии и статистики).
- Индекс развития человеческого потенциала на 2000 год составляет 0,622 (данные: Программа развития ООН).

## География
Климат местности тропический.